# Ronde van Lombardije 1914
De Ronde van Lombardije 1914 was de 10e editie van deze eendaagse Italiaanse wielerwedstrijd, en werd verreden op zondag 25 oktober 1914. Het parcours leidde van Milaan naar Milaan en ging over een afstand van 235 kilometer. De wedstrijd werd gewonnen door de Italiaan Lauro Bordin in een sprint.

## Uitslag
| Ronde van Lombardije 1914 |                     |                 |          |
| Plaats                    | Naam                | Ploeg           | Tijd     |
| Winnaar                   | Lauro Bordin        | Bianchi-Pirelli | 7u16'40" |
| 2                         | Giuseppe Azzini     | Bianchi-Pirelli | z.t.     |
| 3                         | Pierino Piacco      |                 | z.t.     |
| 4                         | Camillo Bertarelli  | Ganna-Dunlop    | z.t.     |
| 5                         | Eberardo Pavesi     | Bianchi-Pirelli | z.t.     |
| 6                         | Costante Girardengo | Maino-Dunlop    | z.t.     |
| 7                         | Umberto Ripamonte   |                 | z.t.     |
| 8                         | Emilio Petiva       | Stucchi-Dunlop  | + 4' 40" |
| 9                         | Ugo Agostoni        | Bianchi-Pirelli | + 6' 10" |
| 10                        | Angelo Gremo        | Peugeot-Wolber  | + 8' 30" |

1905 · 1906 · 1907 · 1908 · 1909 · 1910 · 1911 · 1912 · 1913 · 1914 · 1915 · 1916 · 1917 · 1918 · 1919 · 1920 · 1921 · 1922 · 1923 · 1924 · 1925 · 1926 · 1927 · 1928 · 1929 · 1930 · 1931 · 1932 · 1933 · 1934 · 1935 · 1936 · 1937 · 1938 · 1939 · 1940 · 1941 · 1942 · 1943 · 1944 · 1945 · 1946 · 1947 · 1948 · 1949 · 1950 · 1951 · 1952 · 1953 · 1954 · 1955 · 1956 · 1957 · 1958 · 1959 · 1960 · 1961 · 1962 · 1963 · 1964 · 1965 · 1966 · 1967 · 1968 · 1969 · 1970 · 1971 · 1972 · 1973 · 1974 · 1975 · 1976 · 1977 · 1978 · 1979 · 1980 · 1981 · 1982 · 1983 · 1984 · 1985 · 1986 · 1987 · 1988 · 1989 · 1990 · 1991 · 1992 · 1993 · 1994 · 1995 · 1996 · 1997 · 1998 · 1999 · 2000 · 2001 · 2002 · 2003 · 2004 · 2005 · 2006 · 2007 · 2008 · 2009 · 2010 · 2011 · 2012 · 2013 · 2014 · 2015 · 2016 · 2017 · 2018 · 2019 · 2020 · 2021 · 2022 · 2023 · 2024 · 2025